# Alasmidonta wrightiana
Alasmidonta wrightiana (tên tiếng Anh: Ochlockonee arcmussel) là một loài trai nước ngọt, là động vật thân mềm hai mảnh vỏ sống dưới nước trong họ Unionidae.
Loài trai sông này hiện đã tuyệt chủng.

## Phân bố
Đây là loài đặc hữu của Hoa Kỳ.